# Gorgasia sillneri
Gorgasia sillneri és una espècie de peix pertanyent a la família dels còngrids.

## Descripció
- Pot arribar a fer 83,8 cm de llargària màxima.[5][6]

## Hàbitat
És un peix marí, demersal i de clima tropical.

## Distribució geogràfica
Es troba al golf d'Àqaba (el mar Roig).

## Observacions
És inofensiu per als humans.